# Gușoeni
Gușoeni – wieś w Rumunii, w okręgu Vâlcea, w gminie Gușoeni. W 2011 roku liczyła 185 mieszkańców.